# Norodom Sihamoni
Norodom Sihamoni (khmeră នរោត្តម សីហមុនី, n. 14 mai 1953) este actualul rege al Cambodgiei.  Este fiul cel mare al regelui Norodom Sihanouk și al reginei Norodom Monineath Sihanouk. Fost ambasador al Cambodgiei la UNESCO a fost ales de cei nouă membri ai Consiliului Coroanei să devină următorul rege după abdicarea tatălui său din 2004. Înainte de a accede la tron, Sihamoni a fost cunoscut pentru munca sa ca ambasador cultural în Europa și ca instructor de dans clasic.

## Biografie
Sihamoni s-a născut în 1953. În momentul nașterii sale și a fratelui său mai mic, mama sa, cetățean cambodgian de origine italiană și khmeră era una dintre companioanele constante ale regelui Norodom Sihanouk încă din 1951, când tânăra Monique Izzi a câștigat premiul întâi într-un concurs de frumusețe sponsorizat de UNESCO. Mamei sale i s-a acordat titlul Neak Moneang în momentul căsătoriei cu regele Norodom Sihanouk în 1952.
Websit-ul regal despre genealogia familiei regale cambodgeniene afirmă că Sihanouk și Monineath s-au căsătorit de două ori, o dată la 12 aprilie 1952, când ea avea 15 ani, și din nou ("mai formal", potrivit site-ului) la 5 martie 1955; ea a fost cea de-a șaptea soție a regelui Sihanouk.
Regele Norodom Sihamoni are 14 frați vitregi din diferite relații ale tatălui său; singurul frate bun, Samdech Norodom Narindrapong a murit în 2003.
Și-a petrecut cea mai mare parte a vieții în afara Cambodgiei. Copil fiind, a fost trimis de tatăl său la Praga, Cehoslovacia în 1962, unde a urmat școala primară, gimnazială, liceul și Academia de Muzică și Arte. A studiat dansul clasic și muzica până în 1975. Vorbește fluent franceza și ceha și este bun vorbitor de engleză și rusă. În timpul loviturii de stat din 1970, Sihamoni a rămas în Cehoslovacia. În 1975 a părăsit Praga și a început să studieze cinematografia în Coreea de Nord, iar în 1977 s-a întors în Cambodgia. Imediat, khmerii roșii l-au arestat împreună cu familia regală până în 1979 când a avut loc invazia vietnameză.
În 1981 Prințul Sihamoni devine profesor de dans clasic la Paris și mai târziu președintele Asociației Khmere de dans. A trăit în Franța timp de 20 de ani și a vizitat regulat Praga, unde și-a petrecut copilăria și adolescența. Este singurul monarh actual care vorbește limba cehă.
În 1993, prințul a fost numit ambasadorul țării sale la UNESCO, unde a devenit cunoscut pentru munca și devotarea sa pentru cultura cambodgiană. Anterior, refuzase postul de ambasador al Cambodgiei în Franța.
La 14 octombrie 2004, a fost ales în unanimitate de cei nouă membri ai Consiliului Coroanei să devină noul rege după abdicarea surprinzătoare a regelui Norodom Sihanouk cu o săptămână mai înainte.
Sihamoni nu este căsătorit. Regele tată a spus cu tact că Sihamoni "iubește femeile ca pe surorile lui". Sihamoni nu are copii, însă acest lucru nu creează o problemă de succesiune deoarece chiar dacă ar fi existat un succesor, regele în Cambodgia este ales de Consiliul de Coroană.